# 제임스 C. 스콧

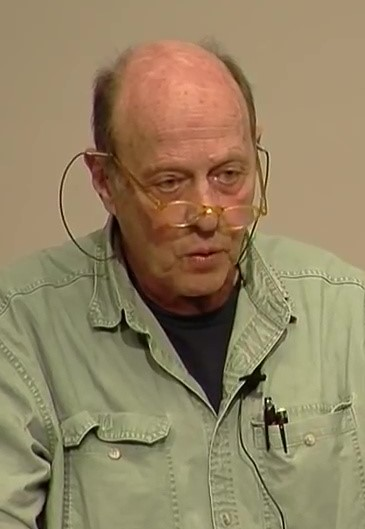

제임스 C. 스콧(James C. Scott, 1936년 12월 2일~2024년 7월 19일)은 미국의 정치학자이자 인류학자이다. 그는 농업 및 비 국가 사회, 하위 정치, 무정부주의의 비교학자이다. 그의 주요 연구는 동남아시아의 농민과 다양한 형태의 지배에 대한 저항 전략에 초점을 맞추었다. New York Times는 그의 연구를 "매우 영향력 있고 특이한"것으로 묘사했다.
스콧은 Williams College에서 학사 학위를, Yale에서 정치학 석사 및 박사 학위를 받았다. 그는 1976년까지 위스콘신-매디슨 대학교에서 가르쳤고 그 후 예일대에서 정치학 스털링 교수로 재직 중이다. 199년부터 그는 농업 연구에서 Yale의 프로그램을 감독했다.

## 주요 작품
스콧의 작업은 서발턴 사람들이 지배에 저항하는 방식에 중점을 둔다.

### 《농민의 도덕경제》
베트남 전쟁 중 스콧은 베트남에 관심을 갖고 농민이 권위에 저항하는 방식에 대해 《농민의 도덕경제 : 동남아시아의 반란과 생존》 (1976)을 썼다. 그의 주요 주장은 농민이 부유 한 농민이 약한 농민을 보호하는 "도덕 경제"의 후원-고객 관계를 선호한다는 것이다. 이러한 전통적인 형태의 연대가 시장 세력의 도입으로 무너지면 반란 (또는 혁명)이 일어날 가능성이 있다.

### 《약자의 무기》
《약자의 무기》 (1985)에서 스콧은 그의 이론을 세계 다른 지역의 농민들에게까지 확장했다. 스콧의 이론은 헤게모니에 대한 그람시적인 아이디어와 종종 대조된다. 그람시에 대해 스콧은 서발턴의 일상적인 저항이 그들이 지배에 동의하지 않았다는 것을 보여준다고 주장한다.

### 《지배와 저항의 기술》
《지배와 저항의 기술》(1990)은 모든 하위 그룹이 상위 그룹에 의해 눈에 띄지 않는 저항 전략을 사용한다고 주장한다. 스콧은 지배자와 억압받는 사람들 사이의 공개적이고 공개적인 상호 작용을 "공식 대본"으로, 무대 밖에서 일어나는 권력 비판은 "은닉 대본"이라고 설명한다. 노예 노동에서 성폭력에 이르기까지 지배하에 있는 집단은 단순히 묵인 해 보일 수있는 공개적인 행동으로 이해될 수 없다.

### 《국가처럼 보기》
《국가처럼 보기》(1998)에서 그는 중앙 정부가 주제에 대해 '가독성'을 강요하고 복잡하고 가치있는 형태의 지역 사회 질서와 지식을 보지 못하는 방법을 보여주었다. 그의 역사적 사례로 설명된 이 책의 주요 주제는 국가가 하향식, 근대주의적인, 그리고 결함이 있고 문제가 있는 모델에서 주제를 올바르게 '보기' 위해 '가독성'을 향한 권력 시스템을 운영한다는 것이다. 국가의 지역 '가독성'의 목표는 위에서 아래로, 탑의 꼭대기에서 또는 정부의 중앙 / 좌석에서 '투명성'으로, 국가가 주체에 대해 효과적으로 운영 할 수 있도록하는 것이다. 세부 사항과 주장은 미셸 푸코의 통치 성과 권력 운영에 대한 핵심 개념을 증폭한다.
스콧은 영국의 영구 성 도입, 프랑스의 지적 조사 및 유럽 전역의 표준 측정 단위와 같은 예를 사용하여 국가 조사를 위해 사회 질서의 재구성이 필요하며 기존의 자연의 단순화가 필요하다고 주장한다.
스콧은 인간의 조건을 개선하기위한 계획이 성공하기 위해서는 지역 조건을 고려해야하며 20 세기의 하이 모더니즘 이데올로기가 이를 막았다고 주장한다. 그는 실패한 계획의 예로 소련의 집단 농장, 브라질리아 건설 및 프로이센 산림 기술을 강조한다.